# جان رابرت مارتیندیل
جان رابرت مارتیندیل (انگلیسی: John Robert Martindale؛ زادهٔ ۱ ژانویهٔ ۱۹۳۵) مورخ اهل بریتانیا در زمینه امپراتوری بیزانس و امپراتوری روم است.